# Plovba ladje Winnipeg
Francoska tovorna ladja SS Winnipeg je leta 1939, po koncu španske državljanske vojne, prepeljala 2200 španskih republikancev v Čile. Ladja je izplula 4. avgusta in prispela v Valparaiso v začetku septembra. Potovanje sta organizirala pesnik Pablo Neruda, ki je bil v tistem času konzul za španske begunce, in čilski minister za zunanje zadeve Abraham Ortega Aguayo. . 

## Dogajanje pred plovbo
Pablo Neruda je bil že pred vojno močno povezan s Španijo, saj je v madridskem študentskem bivališču prijateljeval z mnogimi pomembnimi kulturnimi osebnostmi tistega časa, med drugim s Federicom Garcio Lorco. Leta 1934 ga je čilenska vlada poslala v Barcelono, kjer je skrbel za mednarodne odnose. Kmalu zatem je postal konzul v Madridu, kjer je ponovno stopil v stik s tamkajšnjimi umetniki in intelektualci. Neruda je tako v javnih govorih, kot tudi v člankih, zagovarjal republikansko stran. Smrt pesniškega prijatelja Garcia Lorce in grozota vojne sta ga tako prizadela, da je tudi njegova poezija postala bolj družbeno angažirana in je leta 1937 objavil pesniško zbirko »Španija v mojem srcu«. Zbirko so prvič natisnili vojaki na fronti in sicer v samostanu Montsserat.
Po koncu bitke za Ebro, ki je bila ena izmed najdaljših in najbolj krvavih med državljansko vojno, je Franco osvojil še eno zadnjih neosvojenih ozemelj, Katalonijo, kjer leži dobršen del španske meje s Francijo. To je bil razlog, da je moralo veliko število republikanskih vojakov prebežati v Francijo. Po koncu državljanske vojne je Neruda izvedel za te begunce, ki so zbežali pred Francovim režimom in so v zelo slabih razmerah prebivali v koncentracijskih taboriščih, največ v taboriščih Saint Cyprien in Argelés-sur-Mer. Skupaj naj bi jih v Francijo prebežalo okoli 550.000. Mnogo jih je bilo usmrčenih ali pa so umrli zaradi mučenja, podhranjenosti in različnih bolezni. Čilski predsednik Aguirre Cerda je zato Nerudi dodelil mesto konzula za španske begunce in to nalogo je kasneje Neruda poimenoval kot najbolj plemenito v svojem življenju.

## Potek plovbe
Do leta 1938 je bil v Čilu na oblasti predsednik Jorge Alessandri, ki ni bil podpornik demokratične Španije. S tem, ko je na oblast istega leta prišel Pedro Aguirre Cerda, se je čilski odnos do situacije v Španiji spremenil. Aguirre Cerda je podprl prihod republikanskih priseljencev, navduševal se je nad idejo, da bi v državo pripeljali delavce, usposobljene za različna področja. Kljub njegovi podpori je bil Čile sredi ekonomske krize, poleg tega pa ga je januarja istega leta prizadel še potres v Chillanu, kjer je umrlo 6000 ljudi. Finančno in organizacijsko sta zato potovanje podprli dve organizaciji: SERE (služba izseljenih španskih beguncev) in CCHARE (čilski odbor za pomoč španskim beguncem). Neruda je za namen potovanja predelal staro francosko tovorno ladjo, ki je imela najprej prostora zgolj za 20 potnikov, a je kasneje lahko sprejela do 2200 ljudi. Nerudi so pri tem projektu pomagali prijatelji in žena Delia del Carril. 
Potniki so začeli v pristanišče v Bordeauxu prihajati julija 1939, kjer so morali prestati cepljenje, strog zdravniški pregled, pregledali so jim tudi dokumente. Občudovati je bilo možno zelo čustvene prizore, saj so se mnoge družine videle prvič po vojni, ko so bili poslani v različna taborišča.. 
Na večer, ko je Winnipeg izplul iz pristanišča je Neruda zapisal:  
| Que la crítica borre toda mi poesía, si le parece. Pero este poema, que hoy recuerdo, no podrá borrarlo nadie. Naj kritiki izbrišejo vso mojo poezijo, če želijo. Ampak te pesmi, ki se je danes spominjam, ne bo mogel izbrisati nihče. (Pablo Neruda, Trompeloup, 4. avgust 1939) |

Potovanje je trajalo 30 dni, zadnje dni je ladja plula zelo blizu obale in v temi, saj so se bali napada nemških podmornic. Da bi bilo 4000 kilometrov dolgo potovanje uspešno, so na ladji organizirali varstvo za otroke, ustvarjene so bili tudi zborovske glasbene skupine in predavanja o Čilu. Na krovu se je zgodilo celo nekaj rojstev, eno izmed na krovu rojenih deklic sta starša poimenovala »Agnes America Winnipeg«. Begunci so na različne načine sodelovali s francosko posadko na ladji; delali so v ambulanti, pomagali v kuhinji, pisali članke za časopis ali pazili otroke.
Ladja je naredila postanek na otoku Guadalupe in v Panami, kjer so bili avgusta zasidrani več dni, saj so morali pridobiti dovoljenje za prečkanje prekopa. 26. avgusta je ladja prispela v Arico, kjer se je nekaj potnikov izkrcalo, ostali so nadaljevali pot proti pristanišču Valparaiso, kamor so prispeli 3. septembra 1939. V znak zahvale so na ladjo izobesili velik plakat s sliko čilskega predsednika Pedra Aguirre Cerde. Iz Valparaisa je nekaj pribežnikov z vlakom odšlo v Argentino, večina pa je ostala v Čilu, kjer so se uspešno vključili v tamkajšnjo družbo, saj se do konca leta 1939 zgolj trije odstotki niso uspeli zaposliti. K temu je pripomoglo tudi dejstvo, da so se že pred njihovim prihodom odvijali dobrodelni dogodki za zbiranje sredstev, namenjenih izboljšanju razmer priseljenskih družin. Poleg tega, je čilski odbor za španske begunce (CCHARE) v medijih objavil seznam s podatki o priseljencih in delu, ki so ga opravljali. Tako jim je bilo iskanje zaposlitve olajšano. V Chillan, ki ga je tistega leta prizadel potres, je bilo na primer poslanih okoli 100 beguncev, ki so pomagali pri obnovi mesta.
Leta 1989 je bilo ustanovljeno združenje Winnipeg, ki prireja vsakoletne dogodke v spomin na izgnanstvo po vojni in potnike na ladji, ki so v Čilu začeli novo življenje.

## Prispevek priseljencev k čilski družbi
Med potniki, ki so potovali na ladji Winnipeg najbolj izstopajo zgodovinar Leopoldo Castedo, tiskar Mauricio Amster in politik Victor Pey, ki je bil vojni ujetnik v Franciji ter je kasneje postal eden najbližjih svetovalcev predsednika Salvadorja Allendeja. Najmlajša izmed potnikov sta bila Roser Bru in Jose Balmes, ki sta oba postala priznana slikarja. Slednji je leta 1999 prejel državno nagrado za svoje delo, ob neki priložnosti pa je o Pablu Nerudi povedal naslednje: 
| »Nikoli, niti ob koncu življenja se ne bom mogel zahvaliti dejstvu, da sem Čilski državljan in zahvala gre prav Pablu Nerudi. To je velik dolg, ki ga še vedno čutim do njega«. |

## Usoda ladje
Ladja Winnipeg je ostala pod francosko zastavo in plula po ukazih Vichyjeve vlade. Leta 1941 jo je v Karibskem morju zaplenila britanska vlada, kasneje pa jo je kupila kanadska družba Canadian Pacific Steamships in jo preimenovala v Winnipeg II. 22. oktobra 1942 jo je na poti iz Liverpoola v New Brunswick potopila nemška podmornica U-443..